# Leptosiaphos kilimensis
Leptosiaphos kilimensis är en ödleart som beskrevs av  Leonhard Hess Stejneger 1891. Leptosiaphos kilimensis ingår i släktet Leptosiaphos och familjen skinkar. Inga underarter finns listade i Catalogue of Life.